# فضيحة نومبيلا
فضيحة نومبيلا أو قضية نومبيلا (بالإسبانية: Asunto Nombela)‏ هي قضية فساد ذات تأثير سياسي كبير حدثت في إسبانيا نهاية 1935 خلال فترة السنتين الثانية للجمهورية الإسبانية الثانية والتي تورط فيها أعضاء بارزون في الحزب الجمهوري الراديكالي وزعيمهم أليخاندرو ليروكس، التي هي إحدى الأحزاب المكونة للحكومة إلى جانب حزب سيدا بزعامة خوسيه ماريا جيل روبلز، وقد أتت بعد فضيحة سترابرلو التي أضرت أيضًا الراديكاليين بقوة. وأطلق عليها اسم «فضيحة» أو «قضية نومبيلا» باسم المسؤول الذي أثارها (أنطونيو نومبيلا).

## القضية
بعد أيام قليلة من حل فضيحة سترابرلو برحيل أليخاندرو ليروكس من الحكومة الائتلافية الراديكالية برئاسة خواكين شابابرييتا، اندلعت فضيحة ثانية في نوفمبر 1935 والتي أثرت أيضًا على الحزب الجمهوري الراديكالي. فقد اتهم مسؤول المستعمرات أنطونيو نوميلا العديد من قادة حزب ليروكس، وخاصة مورينو كالفو بالاحتيال في حل ملف تعويض شركة West African Company التي تملكها شركة رجل الأعمال الكاتالوني أنطونيو تايا الذي فاز بعقد عام لربط طريق بحري بين فرناندو بو بنهر موني وأنوبون، الذي ألغي سنة 1929. بسبب فقدان سفينتين في مستعمرة غينيا الاستوائية الإسبانية. وقد وافقت الحكومة التي يرأسها أليخاندرو ليروكس على التعويض في 12 يوليو، ولكن رفض نومبيلا دفعها وتوجه إلى بعض أعضاء الحكومة للإبلاغ عن القضية، وبالخصوص إلى وزيري سيدا خوسيه ماريا جيل روبليس ولويس لوسيا، فأوقفته الحكومة في 26 يوليو. فأخذ نومبيلا الأمر إلى الكورتيس، حيث تم تشكيل لجنة تحقيق. وعلى عكس «فضيحة سترابرلو» فقد كان أليخاندرو ليروكس متورطًا بشكل مباشر بصفته رئيسًا للحكومة ووقع على الملف. عندما جرى النقاش البرلماني لم يكن أليخاندرو ليروكس قادرًا على تقديم تفسيرات مقنعة حول اتهامات بالفساد رغم أنه تمت تبرئته في التصويت.
وهذه هي الفضيحة الثانية التي أثرت على الحزب الجمهوري الراديكالي وأغرقته سياسياً وعجلت بتفكيكه، واستغل ذلك زعيم الاتحاد الإسباني لليمين المستقل خوسيه ماريا جيل روبليس لإنهاء دعمه للحكومة الائتلافية مع الراديكاليين برئاسة تشابابريتا ومطالبة رئيس جمهورية نيكيتو ألكالا زامورا ليقترحه على كورتيس ليكون رئيسا جديدا للحكومة. لكن الكالا زامورا رفض اعطائه السلطة، لأنه هو وحزبه لم يعلنوا ولائهم للجمهورية وكلف بتشكيل الحكومة لسياسي يثق به، وهو الليبرالي بورتيلا فالاداريس. لكن حكومة بورتيلا التي شكلت في 15 ديسمبر 1935 من جمهوريون من يمين الوسط والتي استبعدت CEDA، لم تحصل على ثقة الكورتيس، لذلك قررت ألكالا زامورا حل الكورتيس في 7 يناير 1936 ودعوة لانتخابات جديدة في شهر فبراير، والتي فاز بها تحالف الجبهة الشعبية اليساري.

## وصلات خارجية
- جريدة ABC في 30 نوفمبر 1935 حيث ظهر خبر تشكيل لجنة برلمانية التي ستدرس شكوى السيد نومبيلا